# Oreste Macrì
Pour les articles homonymes, voir Macri.
Oreste Macrì, né le 10 février 1913 à Maglie et mort le 15 février 1998 à Florence, est un poète italien du XXe siècle. Il faisait partie du groupe des hermétiques florentins, avec Mario Luzi et Piero Bigongiari.

## Biographie
En 1986, il reçoit la Médaille d'or du mérite des beaux-arts du ministère de l'Éducation, de la Culture et des Sports espagnol.
Le prix Grinzane Cavour a été décerné à Oreste Macrì en 1987 dans la catégorie « traduction ».